# Kévin Viallard
Pas d'image ? Cliquez ici

a Compétitions nationales et continentales officielles uniquement.

b Matchs officiels uniquement.
Dernière mise à jour le 16 juillet 2025.
Kévin Viallard, né le 27 novembre 2000 à Brive-la-Gaillarde (Corrèze), est un joueur français de rugby à XV. Il évolue au poste de demi de mêlée.

## Biographie

### Jeunesse et formation
Kévin Viallard naît à Brive-la-Gaillarde, d'un père, Dominique, joueur de rugby à XV et demi d'ouverture. Il commence donc le rugby dès son plus jeune âge à Malemort-sur-Corrèze, avant de rejoindre le CA Brive lors de la saison 2007-2008, où il évolue avec les moins de 9 ans. Il fait toutes ses classes dans le club limousin, avant de rejoindre l'ASM Clermont Auvergne et son centre de formation.
Durant sa jeunesse, il pratique également le judo ainsi que le VTT. Il réalise des études en école de commerce dans la filière passion sport.

### Début de carrière professionnelle (2018-2023)
Avec le club clermontois, il fait ses débuts professionnels dès sa première saison en décembre, alors qu'il a à peine dix-huit ans, face aux Timisoara Saracens en Challenge européen. En janvier, il est retenu par l'équipe de France des moins de 20 ans pour disputer le Tournoi des Six Nations des moins de 20 ans 2019. Début février, il est nommé sur le banc des remplaçants face au pays de Galles, il entre en jeu à la place de Quentin Delord en fin de rencontre et participe à la victoire 32 à 10 de son équipe,. Le même mois, il fait ses débuts en Top 14 face au Lyon OU où il entre en jeu en fin de match et manque une pénalité bien placée, son équipe s'incline 19 à 16. Il dispute une autre rencontre avec l'ASM, une semaine plus tard, cette saison-là et s'affirme comme l'un des espoirs les plus prometteurs de l'ASM. Par la suite, il est de retour avec les Bleuets où il dispute les deux dernières rencontres et inscrit deux essais. En avril, il subit une rupture du ligament croisé, lui faisant notamment rater le Championnat du monde junior 2019.
La saison suivante, il fait son retour sur les terrains en novembre avec les espoirs clermontois. En janvier, il est de nouveau retenu pour le Tournoi des Six Nations des moins de 20 ans 2020. Il prend part à trois journées, mais la compétition est suspendue puis finalement annulée dans un contexte de pandémie de Covid-19. Il ne dispute aucune rencontre avec l'ASM durant la saison.
Pendant les deux saisons suivantes, il est principalement remplaçant mais il connaît finalement sa première titularisation, à la suite des blessures de Morgan Parra et Sébastien Bézy, en décembre 2021 face au Biarritz olympique en Top 14,, puis enchaîne la semaine suivante, également en tant que titulaire, en Coupe d'Europe face à l'Ulster. Il réalise alors sa saison la plus aboutie sous le maillot clermontois, prenant part à treize rencontres dont trois en tant que titulaire et disputant 286 minutes en tout.
Lors de la saison 2022-2023, le demi de mêlée emblématique de l'ASM, Morgan Parra, fait son départ. Kévin Viallard a donc l'occasion de gagner du temps de jeu avec son club en étant considéré comme le deuxième demi de mêlée de l'effectif derrière Sébastien Bézy et devant le jeune espoir très prometteur Baptiste Jauneau. Cependant, les bonnes prestations de ce dernier vont pousser Viallard en tant que troisième demi de mêlée dans la hiérarchie clermontoise, il ne dispute que très peu de rencontres et de ce fait, des rumeurs de départ en cours de saison font leur apparition. Début janvier 2023, son calvaire continu, il subit une blessure à l'épaule le rendant indisponible pour au moins deux mois. Toutefois, en mai suivant, toujours en manque de temps de jeu avec seulement 96 minutes disputées durant la saison, il se voit tout de même offrir une prolongation de contrat par les dirigeants clermontois jusqu'en 2025, cette prolongation est assorti d'un prêt au Stade montois, en Pro D2, pour la saison suivante dans le but de gagner du temps de jeu.

### Expérience en prêt en Pro D2 au Stade montois puis à Provence Rugby et départ en Nationale au SO Chambéry (2023-)
En août 2023, lors de la première journée de Pro D2, il fait ses débuts avec sa nouvelle équipe en tant que titulaire face au FC Grenoble. Cette saison-là, il réalise une saison très aboutie, gagnant du temps de jeu et de l'expérience. Il est le deuxième demi de mêlée de l'effectif dans la hiérarchie du club et dispute un total de vingt-cinq rencontres, dont onze titularisations.
À l'issue de la saison, il est de nouveau envoyé en prêt par l'ASM Clermont, toujours en Pro D2, cette fois-ci à Provence Rugby pour la saison 2024-2025. Dans son nouveau club, il est peu utilisé, ne disputant que douze rencontres pour quatre titularisations.
À la fin de son prêt, il n'effectue pas son retour à l'ASM Clermont et s'engage en Nationale avec le SO Chambéry.

## Palmarès
- Finaliste du Championnat de France en 2019 avec l'ASM Clermont.